# Polissexualidade

Bandeira do orgulho polissexual

Polissexualidade é uma orientação sexual, caracterizada pela atração por dois ou mais gêneros, porém não todos. Esta difere, e não deve ser confundida com a poligamia ou poliamor. A polissexualidade é por vezes definida como "abrangente ou caracterizada por diferentes tipos de sexualidade". É uma sexualidade polissêmica, quase todas as definições incluem desejo por múltiplos gêneros, algumas ainda descrevem "por muitos gêneros, mas não todos" ou "por pelo menos dois gêneros". Polirromanticidade é usada para se referir a orientação romântica poli.
Os autores Linda Garnets e Douglas Kimmel afirmam que polisexual é uma identidade sexual "utilizada por pessoas que reconhecem que o termo bissexual retifica a dicotomia de gênero que fundamenta a distinção entre a heterossexualidade e a homossexualidade, o que implica que a bissexualidade é nada mais do que uma combinação híbrida destas dicotomias de gênero e sexo". No entanto, é possível argumentar que a bissexualidade, na verdade, não impõe uma dicotomia de gênero. Ativistas bissexuais muitas vezes argumentam que a parte "bi" pode referir-se aos mesmos gêneros e os que são diferentes de alguém.
Segundo alguns ativistas bissexuais, pansexuais e aliados, a polissexualidade seria uma sexualidade que invalida a pansexulidade e a bissexualidade, sendo então uma sexualidade que não se levaria em consideração. Contudo, há outros que acolhem polissexuais dentro da comunidade bissexual.

## História

Um dos símbolos usados para representar a polissexualidade, um símbolo de infinito entrelaçando símbolos de gênero ao de neutrois ao meio

A palavra polissexual surgiu por volta da década de 1920. Antes de ganhar força como sexualidade reconhecida, era utilizada no contexto do poliamor, que é a prática de ter (ou estar aberto a ter) mais de um relacionamento romântico e/ou sexual. À medida que o termo se tornou estabelecido e amplamente reconhecido nas últimas décadas, essa conflação tornou-se desatualizada, pois os polissexuais são agora considerados inteiramente distintos dos praticantes da não-monogamia e pessoas adeptas do poliamor já terem sua terminologia própria. O primeiro registro de polissexual sendo usado como um termo em relação a orientação sexual aparece num livro de 1964. O termo apareceu mais em artigos e livros na década de 1970.
O prefixo póli deriva do grego antigo, que significa "muitos" ou "vários" e partilha similitude com os prefixos multi e pluri, que por sua vez, vêm do latim, significando multiplicidade e pluralidade. Multissexualidade já foi usada, muitas vezes, para falar da diversidade sexual multicultural. Plurissexualidade chega a ser um termo mais vago, ou mais amplo, para abranger as sexualidades plurais de atração generificada.
Por volta da década de 2010, algumas diferenciações potenciais, essenciais para a distinção de pan e bi, colocava a polissexualidade como a possibilidade de misturar ceterossexualidade, antes chamada de skoliossexualidade, com a ginessexualidade ou a androssexualidade, formando a torensexualidade ou trixensexualidade, anteriormente fragmentadas como gine-skolio-sexual e andro-skoliossexual.

## Âmbito de aplicação e aspectos culturais
A polisexualidade é um termo de autoidentificação, que é algo amorfo, como há uma grande variedade de diferentes pessoas que usam o termo para descrever a si mesmas. A identidade polissexual está relacionada à identidade de gênero e é usada por algumas pessoas que se identificam fora do espectro binário de sexo e género. Pessoas que referem a si mesmas como polissexuais podem ser atraídas por pelo gênero, e/ou o sexo, masculino e feminino, e pessoas não-binárias e intersexo.
A relação entre religião e sexualidade varia muito entre os sistemas de crenças, com alguns proibindo o comportamento polissexual e outros incorporando-os em suas práticas. Grandes religiões monoteístas geralmente proíbem atividades polissexuais.
Polisexuais podem sentir atração por um dos gêneros binários, homenidade ou mulheridade, e outro(s) gênero(s) não-binário(s), como maveriques e neutrois. Há também subclassificações como torensexualidade e trixensexualidade, que representam, respectivamente, a atração por não-bináries e homens ou mulheres, porém nem sempre torensexuais e trixensexuais vão se sentir abarcados pelas polissexualidades, assim como nem todo multissexual ou plurissexual se vê como bissexual ou polissexual. Também há quem se encaixe nas descrições de torensexual ou trixensexual sem necessariamente ter que se identificar como toren ou trixen, da mesma forma acontece com poli, pluri e ainda mono.
Há ainda trissexuais, a trissexualidade podendo incluir terceiro-gêneros, dependendo da cultura, como travestis, ou ainda outra identidade sexual, além de homem e mulher. Assim, poli-sexual também pode abranger trissexual como parte de seu espectro e guarda-chuva. Em 2013, José de Abreu usou poli para se referir a sua sexualidade, desdizendo ser bi após se revelar bi-sexual, segundo ele, por se relacionar com pessoas e não com rótulos, independente de serem gays, homos ou héteros.
Assim como bissexuais, onissexuais e pansexuais, poli-sexuais enfrentam o monossexismo, apagamento e preconceito advindos do heterossexismo, heteronormatividade, binarismo e homonormatividade, há ainda o advento da monossexualidade compulsória, que é subclasse da heterossexualidade compulsória. A violência doméstica e sexual por parceiros monossexuais também é maior, de acordo com o Centro de Controle e Prevenção de Doenças.